# ناهماهنگی شناختی
ناهماهنگی شناختی (به انگلیسی: cognitive dissonance) تضاد بین باورها و نگرش‌های متفاوت در ذهن یک شخص است. یا تضاد و ناسازگاری بین باور شخص و آنچه واقعیت دارد. معمولاً ذهن برای برطرف کردن چنین تضادهایی و احساس ناخوشاینده برآمده از آنها دچار خطاهای ادراکی (سوگیری‌های شناختی) می‌شود.
به تعبیر لئون فستینگر، دانشمند روان‌شناسی اجتماعی، اینگونه تعریف می‌شود: «احساس اندوه و ناراحتی حاصل از تعارض میان دو شناخت متفاوت (باورها، نگرش‌ها) یا رفتار و نگرش». هر اندازه شناخت‌های مورد نظر مهم و تفاوت آنها از یکدیگر بیشتر باشد، ناهماهنگی هم بزرگ‌تر خواهد بود. این نظریه در عین حال در حوزه روان‌شناسی اجتماعی مناقشه زیادی ایجاد کرده است.
بر حسب نظریه ناهماهنگی، دو عنصر از آگاهی در رابطه‌ای ناهماهنگ قرار دارند، اگر با در نظر گرفتن این دو عنصر به تنهایی، مشاهده یک عنصر از عنصر دیگر پیروی کند. مثل دیگر نظریه‌های ناهماهنگی، در این نظریه اعتقاد بر این است که ناهماهنگی که از جهت روان‌شناختی ناراحت کننده است، شخص را به کوشش برای کاهش ناهماهنگی و حصول هماهنگی برمی‌انگیزد و علاوه بر کوشش برای کاهش ناهماهنگی، شخص فعالانه از موقعیت‌ها و اطلاعاتی که احتمال دارد ناهماهنگی را افزایش دهند، میٰ‌پرهیزد.
در داستان «روباه و انگور» نوشته ازوپ در حدود ۶۰۰ قبل از میلاد نیز می‌توان این ناهماهنگی شناختی را دید. «روباهی گرسنه به تاکستانی می‌رسد که انگورهای آن در ارتفاعی بالا آویزان هستند. با وجود اینکه روباه تلاش زیادی می‌کند و با تمام توان به بالا می‌پرد دستش به انگورها نمی‌رسد. سرانجام درحالیکه با ناامیدی به راهش ادمه می‌دهد با خود می‌گوید: این انگورها نرسیده و ترش هستند و من هم انگور ترش دوست ندارم.»
در این داستان باور روباه این است که به راحتی می‌تواند انگورها را به دست بیاورد اما واقعیت این است که توانایی انجام آن را ندارد. تضاد و ناسازگاری بین باور او از توانایی خودش و واقعیتی که آشکار ناتوانی او را نشان می‌دهد ناهماهنگی شناختی نام دارد. روباه برای حل این تضاد و احساس ناخوشایند آن دست به فریب خود (سوگیری شناختی) می‌زند.

## کاهش ناهماهنگی
نظریه ناهماهنگی شناختی بر این اصل که افراد به دنبال سازگاری بین انتظارات خود و واقعیت خود هستند، پایه‌ریزی شده‌است.
لئون فستینگر در تعریف نظریهٔ ناهماهنگی شناختی می‌گوید که افراد رانه‌ای برای کاهش ناهماهنگی دارند. آن‌ها این کار را با تغییر در گرایش‌ها، اعتقادها و کنش‌هایشان انجام می‌دهند.
در یک مورد به عنوان مثال، فردی تصمیم به نخوردن غذاهای پرچرب گرفته، اما هنوز شیرینی دونات (شیرینی بدون قند) با چربی بالا می‌خورد. بر پایه این نظریه، که از بانفوذترین و پُربررسی شده‌ترین نظریه‌ها در روان‌شناسی اجتماعی است، چهار روش کاهش تنش ذهنی در این ناهماهنگی عبارتند از:
1. تغییر رفتار یا شناخت ("من دیگر از این دونات نخواهم خورد")
2. توجیه رفتار یا شناخت از طریق تغییر در شناخت متعارض ("من اجازه دادم گول بخورم")
3. توجیه رفتار یا شناخت با اضافه کردن شناخت جدید ("امروز ۳۰ دقیقه بیشتر در باشگاه می‌مانم تا این شیرینی را بسوزانم")
4. انکار یا نادیده گرفتن هر گونه اطلاعاتی دربارهٔ شناخت متضاد ("این دونات یا شیرینی بدون قند است پس با چربی بالا نیست")

## ناهماهنگی در فرهنگ‌ها
در همه جای دنیا ما می‌توانیم ناهماهنگی را مشاهده کنیم، اما ناهماهنگی همیشه یک شکل واحد ندارد و ممکن است بسته به فرهنگ‌های مختلف شکل آن تغییر کند.
برای مثال در جوامع «جمع گرا» که نیازهای گروه بر نیازهای افراد ارجحیت دارد در مقایسه با جوامع «فرد گرا»، رفتار کاهش ناهماهنگی رواج کمتری دارد در این جوامع هدف حفظ هماهنگی گروه است و ما کمتر مشاهده می‌کنیم که فردی بخواهد رفتار شخصی خود را توجیه کند بلکه ناهماهنگی زمانی اتفاق می‌افتد که رفتارشان موجب ناامیدی و شرمساری سایر افراد شود

### اثبات خویشتن
اثبات خویشتن در زمینه نظریه ناهماهنگی، عبارت است از راهی برای کاهش ناهماهنگی از طریق به یادآوردن یک یا چند ویژگی مثبت خود.

### ناهماهنگی پس از تصمیم‌گیری
ناهماهنگی پس از تصمیم‌گیری عبارت است از ناهماهنگی ناشی از تصمیم‌گیری که معمولاً با افزایش دادن جذابیت گزینه منتخب و کم‌اهمیت جلوه دادن گزینه‌های مردود، کاهش می‌یابد

## پژوهش‌ها
در سال ۱۹۵۹ لئون فستینگر و همکارانش آزمایشی برای نشان دادن ناهماهنگی شناختی انجام دادند. آنها شرکت کنندگان در آزمایش را به دو گروه تقسیم کردند و از آنها خواستند تا کاری بسیار کسل کننده را به مدت یک ساعت انجام دهند و بعد از آن، برای افرادی دیگر به دروغ دربارهٔ کار و لذت بخش بودن آن تعرف کنند. به شرکت کنندگان گروه اول بابت این کار ۱ دلار دادند و به شرکت کنندگان گروه دوم ۲۰ دلار. در انتها از شرکت کنندگان خواستند میزان رضایت‌شان از این کار یک ساعته را بیان کنند. نتیجه اینکه گروه اول که فقط یک دلار گرفته بودند رضایت بیشتری از کار را ثبت کردند. به نظر می‌رسد که افراد گروه دوم که ۲۰ دلار گرفته بودند نیازی به توجیه چیزی نداشتند آنها کاری کسالت بار کردند و دربارهٔ آن دروغ گفتند و ۲۰ دلار هم به دست آوردند. معامله‌ای نسبتاً خوب. اما برای شرکت کنندگان گروه دوم پذیرش اینکه برای چنین کاری فقط یک دلار گرفته بودند باعث ناهماهنگی شناختی می‌شود و در نتیجه برای برطرف کردن آن دست به خودفریبی می‌زنند.
تجربه می‌تواند دربرابر انتظار قرار بگیرد، برای مثال، در پشیمانی خریدار بعد از خرید یک چیز گران‌قیمت. در حالت ناهماهنگی افراد ممکن است احساس شگفتی، ترس، گناه، خشم یا خجالت را تجربه کنند. افراد بدون توجه به وجود شواهدی علیه این فکر دچار سوگیری می‌شوند که فکر کنند انتخابشان درست بوده‌است، این سوگیری به نظریهٔ ناهماهنگی، این قدرت پیشگویانه‌اش را می‌دهد که رفتارهای ویرانگر و غیر منطقی را روشن کند که در نبود این نظریه بسیار گیج‌کننده بودند.
در سال ۲۰۱۲ یک پژوهش، با استفاده از نسخه‌ای از پارادایم اسباب بازی ممنوعه نشان داد که شنیدن موسیقی، گسترش ناهماهنگی شناختی را بشدت کاهش می‌دهد.